# グッピーグリーン
グッピーグリーン（Guppie green）とは、エリンやスプリンググリーンに近い色で純色の一種。ほぼ緑とシアンの中間に位置する。

## 近似色
- エリン (色)
- スプリンググリーン